# Jean Deltel
Jean Deltel est un homme politique français né le 13 septembre 1755 à Cordes-sur-Ciel (Tarn) et décédé le 27 septembre 1815 au même lieu.
Officier de santé à Cordes, il est élu deuxième suppléant pour le Tarn à la Convention et est admis à siéger le 9 juin 1793.

## Sources
« Jean Deltel », dans Adolphe Robert et Gaston Cougny, Dictionnaire des parlementaires français, Edgar Bourloton, 1889-1891 [détail de l’édition]